# Projekt NG409
Das Projekt NG409 bezeichnet einen Fährschiffstyp, von dem zwei Einheiten für den Fährverkehr zwischen Vlissingen und Breskens gebaut wurden. Die Schiffe in SWATH-Bauweise wurden von der niederländischen Damen Shipyards Group gebaut. Bei der Bauwerft wird der Schiffstyp als Damen Fast Ferry 3717 bezeichnet.

## Geschichte
Der Schiffstyp wurde von BMT Nigel Gee in Southampton entworfen. Der Bauvertrag wurde am 26. März 2002 geschlossen. Die beiden Schiffe wurden auf der Werft der Damen Shipyards Group in Vlissingen für die Provinz Zeeland gebaut.
Die Schiffe wurden am 13. März 2004 in Vlissingen getauft. Taufpatin war die damalige Verkehrsministerin der Niederlande, Karla Peijs. Die Schiffe wurden ab Anfang Mai 2004 auf der Fährverbindung zwischen Vlissingen und Breskens eingesetzt und ersetzten dort die zuvor eingesetzten Doppelstock-Autofähren, die nach der Eröffnung des Westerscheldetunnels im Jahr 2003 nicht mehr benötigt wurden (bis zur Indienststellung der Fähren wurde die Fährverbindung noch mit den beiden Fähren Koningin Beatrix und Prins Johan Friso aufrechterhalten, die zuvor von der Reederei Provinciale Stoombootdiensten in Zeeland auf der Strecke eingesetzt worden waren). Betreiber der Fährverbindung ist Westerschelde Ferry, ein Unternehmen der Provinz Zeeland.

## Beschreibung
Die Schiffe sind als Schiffe mit SWATH-Rumpf konzipiert. Die SWATH-Bauweise wurde gewählt, da die Schiffe relativ unempfindlich gegen Seegang sind. Sie sind grundsätzlich für den Einsatz bis zu Windstärke 9 konzipiert.
Der Antrieb der Schiffe erfolgt dieselelektrisch durch zwei Doppel-Elektromotoren des Herstellers INDAR mit jeweils 1320 kW Leistung, die direkt auf zwei Festpropeller wirken. Für die Stromerzeugung für die Antriebsmotoren stehen zwei Generatorsätze bestehend aus zwei MTU-Dieselmotoren (Typ: 12V4000) mit 1560 kW Leistung und zwei AvK-Generatoren mit 1585 kVA Scheinleistung zur Verfügung. Für den Bordbetrieb stehen zwei Caterpillar-Dieselgeneratoren mit 145 kW Leistung zur Verfügung. Der Antrieb ist redundant aufgebaut. Die Schiffe können bei Ausfall eines Antriebsmotor mit dem anderen Antriebsmotor weiter betrieben werden.
Die Generatoren sind in zwei Maschinenräumen auf dem Hauptdeck untergebracht. Dies erleichtert Betrieb und Wartung im Vergleich zu dem nur begrenzten Platz in den Schwimmkörpern, in denen die Motorenanlagen bei SWATH-Schiffen sonst üblicherweise untergebracht sind.
Zur Dämpfung der Schiffsbewegungen sind beide Rümpfe mit jeweils zwei Flossenstabilisatoren ausgerüstet.
Der Ein- und Ausstieg für Passagiere befindet sich am Bug der Schiffe. Dort sind entsprechende Rampen installiert. Die Schiffe können 186 Passagiere und bis zu 90 Zweiräder befördern. Die Zweiräder finden auf dem Hauptdeck Platz. Sitzgelegenheiten für Passagiere befinden sich auf dem darüberliegenden Deck. Zusätzlich sind auf diesem Deck 32 Sitzplätze auf den offenen Achterdeck vorhanden.

## Schiffe
| Projekt NG409          | Projekt NG409 | Projekt NG409 | Projekt NG409    |
| Bauname                | Baunummer     | IMO-Nummer    | Ablieferung      |
| ---------------------- | ------------- | ------------- | ---------------- |
| Prinses Máxima         | 539201        | 9275933       | 25. Februar 2004 |
| Prins Willem Alexander | 539202        | 9275945       | 14. April 2004   |

Die Schiffe fahren unter der Flagge der Niederlande. Heimathafen ist Vlissingen.